# Arquidiócesis de San Luis
La arquidiócesis de San Luis (en latín: Archidioecesis Sancti Ludovici y en inglés: Roman Catholic Archdiocese of St. Louis) es una circunscripción eclesiástica de la Iglesia católica en Estados Unidos. Se trata de una arquidiócesis latina, sede metropolitana de la provincia eclesiástica de San Luis. Desde el 10 de junio de 2020 su arzobispo es Mitchell Thomas Rozanski.

## Territorio y organización

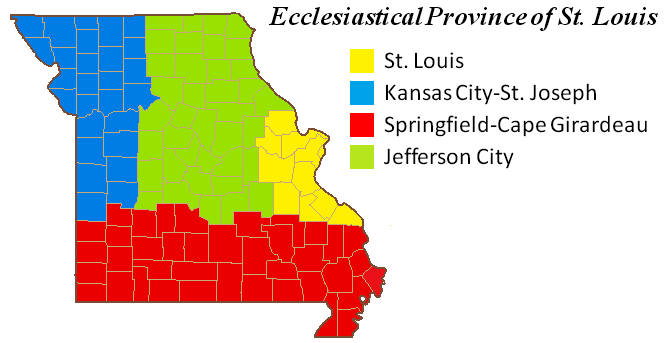
La arquidiócesis de San Luis es un territorio eclesiástico de la Iglesia Católica en la parte oriental del estado estadounidense de Misuri. Adyacente a las Ciudades de Jefferson y Springfield

La arquidiócesis tiene 15 443 km² y extiende su jurisdicción sobre los fieles católicos de rito latino residentes en 10 condados del estado de Misuri: Franklin, Jefferson, Lincoln, Perry, Saint Charles, Saint François, San Luis, Sainte Geneviève, Warren y Washington.
La sede de la arquidiócesis se encuentra en la ciudad de San Luis, en donde se halla la Catedral basílica de San Luis y la excatedral basílica de San Luis Rey de Francia, que fue la primera catedral estadounidense al oeste del río Misisipi. 
La arquidiócesis tiene como sufragáneas a las diócesis de: Jefferson City, Kansas City-Saint Joseph y Springfield-Cape Girardeau.
En 2020 en la arquidiócesis existían 181 parroquias. 

## Historia
La diócesis de San Luis fue erigida el 18 de julio de 1826 con el breve Inter multiplices del papa León XII, obteniendo el territorio de la diócesis de Nueva Orleans y dos Floridas (hoy arquidiócesis de Nueva Orleans). La nueva diócesis quedó inmediatamente sujeta a la Santa Sede.
Fue, con mucho, la diócesis estadounidense más grande, con un área igual a la de las otras nueve diócesis estadounidenses de la época. Incluía Misuri, Arkansas, el oeste de Illinois y todos los territorios incluidos en la Compra de Luisiana, es decir, los que están al oeste del río Misisipi y al norte de Luisiana, hasta las Montañas Rocosas y la actual frontera con Canadá.
Cedió porciones de su territorio varias veces para la erección de nuevos distritos eclesiásticos:
- el 28 de julio de 1837 a la diócesis de Dubuque (hoy arquidiócesis de Dubuque) con el breve Universi Dominici Gregis del papa Gregorio XVI;[2]
- el 28 de noviembre de 1843 por el papa Gregorio XVI a las diócesis de Chicago (hoy arquidiócesis de Chicago, con el breve In suprema[3]) y Little Rock (con el breve In suprema militantis.[4]);
- el 1 de noviembre de 1843 al vicariato apostólico del Territorio de Oregón (hoy arquidiócesis de Portland) con el breve Pastorale officium del papa Gregorio XVI.[5]

El 20 de julio de 1847 fue elevada al rango de arquidiócesis metropolitana con la bula Apostolici muneris del papa Pío IX. Sin embargo, el papa dejó que los obispos estadounidenses determinaran qué sufragáneos asignar a la nueva sede metropolitana. La decisión fue tomada durante el sínodo provincial de Baltimore en 1849 y sancionada por el breve Iam inde ab anno de Pío IX del 19 de julio de 1850, que asignó las diócesis de Dubuque, Nashville, Chicago y Milwaukee a la provincia eclesiástica de San Luis.
El 19 de julio de 1850 cedió otra porción de su territorio para la erección del vicariato apostólico del Territorio Indio al este de las Montañas Rocosas (hoy arquidiócesis de Kansas City) con el breve Postulat apostolici del papa Pío IX.
Posteriormente cedió otras porciones de su territorio para la erección de nuevos distritos eclesiásticos:
- el 3 de marzo de 1868 a la diócesis de Saint Joseph con el breve Summi apostolatus del papa Pío IX;[9]
- el 10 de septiembre de 1880, a la diócesis de Kansas City (las diócesis de Saint Joseph y Kansas City se combinan hoy en la diócesis de Kansas City-Saint Joseph);
- el 16 de junio de 1911 una nueva porción territorial a la diócesis de Saint Joseph;
- el 2 de julio de 1956 a las diócesis de Springfield-Cape Girardeau y Jefferson City mediante la bula Ex quo die del papa Pío XII.[10]

## Estadísticas
Según el Anuario Pontificio 2021 la arquidiócesis tenía a fines de 2020 un total de 513 000 fieles bautizados.
| Año                                                                             | Población            | Población | Población      | Sacerdotes | Sacerdotes    | Sacerdotes    | Bautizados por sacerdote | Diáconos permanentes | Religiosos | Religiosos | Parroquias |
| Año                                                                             | Bautizados católicos | Total     | % de católicos | Total      | Clero secular | Clero regular | Bautizados por sacerdote | Diáconos permanentes | Varones    | Mujeres    | Parroquias |
| ------------------------------------------------------------------------------- | -------------------- | --------- | -------------- | ---------- | ------------- | ------------- | ------------------------ | -------------------- | ---------- | ---------- | ---------- |
| 1950                                                                            | 433 442              | 2 000     | 21.7           | 980        | 501           | 479           | 442                      |                      | 598        | 3944       | 331        |
| 1966                                                                            | 512 152              | 1 769 500 | 28.9           | 1105       | 585           | 520           | 463                      |                      | 921        | 4378       | 259        |
| 1970                                                                            | 531 213              | 2 100 000 | 25.3           | 812        | 261           | 551           | 654                      |                      | 864        | 3350       | 249        |
| 1976                                                                            | 514 694              | 1 906 968 | 27.0           | 1029       | 521           | 508           | 500                      |                      | 984        | 3671       | 246        |
| 1980                                                                            | 531 108              | 1 924 220 | 27.6           | 1033       | 552           | 481           | 514                      | 30                   | 801        | 3395       | 246        |
| 1990                                                                            | 541 739              | 1 989 500 | 27.2           | 929        | 513           | 416           | 583                      | 162                  | 677        | 2867       | 245        |
| 1999                                                                            | 555 000              | 2 064 548 | 26.9           | 883        | 471           | 412           | 628                      | 213                  | 175        | 2161       | 227        |
| 2000                                                                            | 555 000              | 2 064 548 | 26.9           | 819        | 456           | 363           | 677                      | 213                  | 560        | 2120       | 224        |
| 2001                                                                            | 555 621              | 2 089 000 | 26.6           | 846        | 465           | 381           | 656                      | 225                  | 583        | 2109       | 228        |
| 2002                                                                            | 555 750              | 2 100 000 | 26.5           | 777        | 442           | 335           | 715                      | 246                  | 524        | 2023       | 220        |
| 2003                                                                            | 555 750              | 2 118 721 | 26.2           | 825        | 437           | 388           | 673                      | 246                  | 558        | 2019       | 217        |
| 2004                                                                            | 555 750              | 2 118 721 | 26.2           | 758        | 401           | 357           | 733                      | 254                  | 534        | 1913       | 213        |
| 2008                                                                            | 566 000              | 2 177 000 | 26.0           | 737        | 374           | 363           | 767                      | 248                  | 544        | 1632       | 189        |
| 2009                                                                            | 572 000              | 2 211 707 | 25.9           | 716        | 377           | 339           | 798                      | 262                  | 554        | 1429       | 184        |
| 2010                                                                            | 577 000              | 2 232 379 | 25.8           | 707        | 367           | 340           | 816                      | 275                  | 544        | 1346       | 184        |
| 2011                                                                            | 582 000              | 2 251 000 | 25.9           | 677        | 360           | 317           | 859                      | 276                  | 508        | 1323       | 185        |
| 2014                                                                            | 594 000              | 2 300 000 | 25.8           | 619        | 331           | 288           | 959                      | 259                  | 518        | 1300       | 184        |
| 2016                                                                            | 515 251              | 2 246 000 | 22.9           | 595        | 321           | 274           | 865                      | 263                  | 460        | 1255       | 184        |
| 2017                                                                            | 514 178              | 2 255 800 | 22.8           | 585        | 312           | 273           | 878                      | 276                  | 432        | 1186       | 181        |
| 2020                                                                            | 513 000              | 2 282 470 | 22.5           | 547        | 295           | 252           | 937                      | 262                  | 409        | 1064       | 181        |
| Fuente: Catholic-Hierarchy, que a su vez toma los datos del Anuario Pontificio. |                      |           |                |            |               |               |                          |                      |            |            |            |

## Episcopologio
- Giuseppe Rosati, C.M. † (20 de marzo de 1827-25 de septiembre de 1843 falleció)[nota 2]
- Peter Richard Kenrick † (25 de septiembre de 1843 por sucesión-21 de mayo de 1895 renunció[nota 3])
- John Joseph Kain † (21 de mayo de 1895 por sucesión-13 de octubre de 1903 falleció)
- John Joseph Glennon † (13 de octubre de 1903 por sucesión-9 de marzo de 1946 falleció)
- Joseph Elmer Ritter † (20 de julio de 1946-10 de junio de 1967 falleció)
- John Joseph Carberry † (14 de febrero de 1968-31 de julio de 1979 retirado)
- John Lawrence May † (24 de enero de 1980-9 de diciembre de 1992 renunció)
- Justin Francis Rigali (25 de enero de 1994-15 de julio de 2003 nombrado arzobispo de Filadelfia)
- Raymond Leo Burke (2 de diciembre de 2003-27 de junio de 2008 nombrado prefecto del Supremo Tribunal de la Signatura Apostólica)
- Robert James Carlson (21 de abril de 2009-10 de junio de 2020 retirado)
- Mitchell Thomas Rozanski, desde el 10 de junio de 2020